# Ljahovski otoci
Ljahovski otoci (rus. Ляховские острова, jakutski: Ляхов арыылара) su najjužnija skupina Novosibirskih otoka u arktičkim morima istočne Rusije. Otoci su nazvani u čast Ivana Ljahova, koji ih je istražio 1773.

## Geografija
Od kopna ih odvaja Tjesnac Dmitrija Lapteva (širok 60 km), a od skupine Anžuovih otoka Sannikovljev tjesnac (širokim 50 km). Dva otoka dominiraju skupinom:
- Boljšoj Ljahovski  5,156.6 km2 s najvišim vrhom Emy Tas (311 m/nm)[1]
- Mali Ljahovski 975.5 km2[2]
- Stolbovoj je veliki otok izdvojen iz skupine.
- Uz jugozapadni rt otoka Boljšoj Ljahovski nalazi se mali otočić koji se zove Hopto-Terer.
- Semjonovski je nestao nakon teške erozije. Površina otoka prije nestanka bila je u 4 km2, što ga je činilo jednim od najmanjih otoka u otočju.[3][4]

## U popularnoj kulturi
Ondje se odvija dio radnje dvaju romana Julesa Vernea, Waif of the Cynthia (1885.) i Césara Cascabela (1890.). U potonjem, pojam "Otočje Ljahov" odnosi se na novosibirsku skupinu u cjelini, jer se glavna radnja odvija na otoku Koteljni.

## Vanjske poveznice
- |  | Zajednički poslužitelj ima još gradiva o temi Ljahovski otoci |